# Boston (Texas)
Boston è una comunità non incorporata degli Stati Uniti d'America e capoluogo della contea di Bowie nello Stato del Texas. La comunità aveva una popolazione stimata di 200 abitanti nel 2000. Fa parte dell'area metropolitana di Texarkana, Texas-Texarkana, Arkansas.

## Storia
Boston si trova a sud della vecchia linea della Texas & Pacific Railroad, situata a 22 miglia a ovest di Texarkana. È considerato il centro geografico della contea di Bowie. La popolazione era di 200 abitanti nel 2000.